# Tatjana Anatoljewna Kossinzewa
Tatjana Anatoljewna Kossinzewa (russisch Татьяна Анатольевна Косинцева, englische Schreibweise, die von der FIDE verwendet wird: Tatiana Kosintseva; * 11. April 1986 in Archangelsk) ist eine russische Schachmeisterin. 

## Leben
Tatjana Kossinzewa erlernte das Schachspiel im Alter von sechs Jahren. Bei den Europameisterschaften der unter 12-jährigen Mädchen (U12 weiblich) belegte sie im Jahr 1998 punktgleich mit der Französin Marie Sebag den ersten Platz, ebenso bei den U12-Mädchenweltmeisterschaften, diesmal zusammen mit der Inderin K. Humpy. Dabei verpasste Kossinzewa jeweils wegen der schlechteren Feinwertung den Titelgewinn. Zwei Jahre später war sie – zusammen mit ihrer Schwester Nadeschda Kossinzewa – Co-Siegerin der U18-Europameisterschaften der weiblichen Jugend, wieder wurde sie nur aufgrund der Feinwertung Zweite. In den Jahren 2002 in Elista, 2004 in Kasan (vor Alexandra Kostenjuk) und 2007 in Moskau gewann Kossinzewa die Damenmeisterschaft von Russland, 2006 in Gorodez wurde sie Dritte.
Nach einem dritten Platz bei der Europameisterschaft der Damen 2003 in Silivri als bisher beste EM-Platzierung wurde Tatjana Kossinzewa 2007 in Dresden überlegen Europameisterin der Frauen, sie erzielte ohne Partieverlust 10 Punkte aus 11 Partien, wobei sie eine Elo-Performance von 2774 Punkten erspielte. 2009 in Sankt Petersburg gewann sie erneut die Europameisterschaft der Frauen. 2010 gewann sie den FIDE Grand Prix in Naltschik mit 9 Punkten aus 12 Partien.
Tatjana Kossinzewa trägt den Großmeister-Titel der Frauen (WGM) seit 2001. 2004 wurde sie zum Internationalen Meister (IM) ernannt, die erforderlichen Normen erreichte sie bei den europäischen Einzelmeisterschaften der Frauen 2002 in Warna, 2003 in Istanbul und 2004 in Dresden. Seit 2009 trägt Tatjana Kossinzewa den Titel Großmeister, die erforderlichen Normen erfüllte sie bei der europäischen Einzelmeisterschaft der Frauen 2007 in Dresden und beim Aeroflot Open 2009 in Moskau. 2010 wurde sie als Verdienter Meister des Sports Russlands ausgezeichnet. Sie wird gemeinsam mit ihrer Schwester von Garri Kasparows ehemaligem Trainer Juri Dochojan trainiert. 
Sie studiert Jura und wohnt in Archangelsk.

## Nationalmannschaft
Tatjana Kossinzewa nahm mit den russischen Frauenmannschaft an den 2002, Schacholympiaden 2004, 2006, 2008, 2010 und 2012 teil. Sie gewann mit der Mannschaft die Olympiaden 2010 und 2012 und war 2010 beste Einzelspielerin am ersten Brett. Nach der Schacholympiade 2012 erklärte sie ihren Rückzug aus der Nationalmannschaft, solange diese von Sergei Rubljowski als Cheftrainer betreut wird. Als Grund gab sie an, während des Turniers starkem psychologischen Druck ausgesetzt gewesen zu sein.
Kossinzewa nahm außerdem an den Mannschaftsweltmeisterschaften der Frauen 2007, 2009 und 2011 teil, bei denen sie mit der russischen Mannschaft jeweils auf dem zweiten Platz landete. An den Mannschaftseuropameisterschaften der Frauen nahm sie 2005, 2007, 2009 und 2011 teil und gewann diese mit Russland 2007, 2009 und 2011. 2005 erreichte sie außerdem das beste Einzelergebnis am vierten Brett, 2011 das beste Einzelergebnis am zweiten Brett.

## Vereine
Tatjana Kossinzewa nahm viermal am European Club Cup der Frauen teil: 2005 und 2006 mit dem AVS Krasnoturinsk, 2008 und 2009 mit Spartak Vidnoe, mit dem sie den Wettbewerb 2009 gewann.